# Medium Dependent Interface

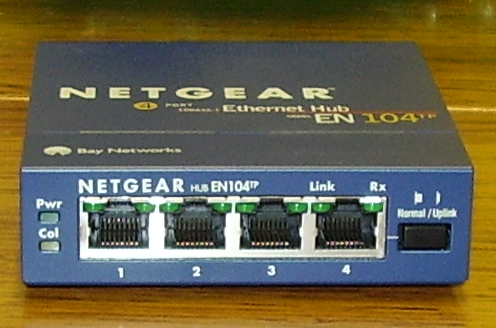
Concentrateur Ethernet netgear à 4 ports

Medium Dependent Interface (MDI/MDI-X) ou interface dépendant du support est la sous-couche la plus basse dans le modèle architectural de câblage du standard Ethernet. MDI correspond donc à la partie inférieure de la couche physique dans le modèle OSI de l'ISO. Son rôle est d'assurer le raccordement directement avec le support (réseau).

## Fonction Auto MDI-X
Les câbles Ethernet sont composés de plusieurs paires torsadées, certaines étant utilisées pour émettre (TX) et d'autres pour recevoir (RX). À l'origine, il était nécessaire d'utiliser deux types de câbles appelés communément "droits" (TX sur TX et RX sur RX) ou bien "croisés" (TX vers RX et RX vers TX) en fonction de la topologie du réseau. Un câble droit était par exemple utilisé pour relier un ordinateur à un concentrateur (TX/RX étant croisés à l'intérieur de celui-ci) mais en revanche il fallait utiliser un câble croisé pour relier deux ordinateurs entre eux.
De nos jours, la quasi-totalité des équipements réseau (y compris les cartes réseau entrée de gamme) sont capables de déterminer automatiquement s'il faut croiser les signaux ou pas. Cette fonction s'appelle Auto MDI-X ("auto cross MDI"). Lors de l'initialisation des liaisons réseau point-à-point, les deux transmetteurs Ethernet (PHY) vont détecter le type de câble et se mettre d'accord sur le croisement ou non des fils RX et TX. Cette négociation intervenant à chaque initialisation, il est d'ailleurs fréquent que d'une initialisation à l'autre le sens (RX/TX) des fils change. Cette fonctionnalité très pratique a permis de simplifier le câblage, rendant ainsi les câbles croisés obsolètes. Il est à noter que la fonctionnalité Auto MDI-X peut en général être désactivée par configuration logicielle mais que dans la pratique, la plupart des systèmes l'utilisent.